# Tău (okręg Marusza)
Tău – wieś w Rumunii, w okręgu Marusza, w gminie Zau de Câmpie. W 2011 roku liczyła 44 mieszkańców.